# (37037) 2000 UK21
2000 UK21 (asteroide 37037) é um asteroide da cintura principal. Possui uma excentricidade de 0.05736440 e uma inclinação de 3.21601º.
Este asteroide foi descoberto no dia 24 de outubro de 2000 por LINEAR em Socorro.